# 落合稔
落合　稔（おちあい　みのる、1947年-）は、日本の会計学者、明治大学名誉教授。元  明治大学専門職大学院グローバル・ビジネス研究科 専任教授、研究科長。専門は、会計学、経営戦略会計。実務家出身の研究者。
栃木県出身。栃木県立栃木商業高等学校を卒業後に明治大学へ入学、監査論の中で会計監査人の精神的独立性を表す『独立不羈』という言葉に出会い公認会計士を目指すことを決意。明治大学大学院商学研究科に進学、在学中に公認会計士２次試験合格。同大学院修了後、米国系監査法人に勤務した後、株式会社トミーに入社、米国現地法人に赴任、トミー本社にてＣＦＯ（最高財務責任者）等を経て、『ＣＦＯカレッジ』を起業し独立。2004年に日本版ＭＢＡの明治大学専門職大学院ビジネススクールの創設に伴い同大学院の教授に就任。同大学院の研究科長として、先進的に国際化へ取り組み、国際認証機関EFMDの国際認証（EPAS認証）の取得を成功に導くなどの実績を有する。

## 人物・経歴

### 略歴
- 1947年 栃木県生まれ[1]
- 1966年（昭和41年） 栃木県立栃木商業高等学校商業科卒業[1]
- 明治大学卒業[1]
- 1973年 明治大学大学院商学研究科修士課程修了[2]、在学中に公認会計士２次試験合格[1]
- アーサーアンダーセン（米国系監査法人）勤務
- 1978年 株式会社トミー（現タカラトミー）入社。米国トミーにてトレジャラー、日本本社にて専務取締役ＣＦＯに就任
  - 経理、財務、法務、システム担当をはじめとして、IPO、M&A、新規事業開発、事業再生、グループ経営管理、IR等々を担当
- 2002年 CFOカレッジ代表取締役に就任
- 2004年 明治大学大学院グローバル・ビジネス研究科教授就任[2]
  - 担当科目は「経営戦略会計」、「ビジネスプランニング」等々。
- 2008年～ 明治大学専門職大学院グローバル・ビジネス研究科 研究科長[3]など歴任[2]
- 2018年3月 同大学院定年退任
- 2018年4月 明治大学名誉教授[2]

### 委員歴
- 東京家政学院大学 監事[4]
- 防衛省契約制度研究会 委員[4]
- 財団法人大学基準協会の経営系専門職大学院認証評価第６分科会 委員[4]

### 講演
- 1992年4月 栃木商業高等学校創立記念日講演会において同窓生として講演「２１世紀に生きる若人へ」[5]

## 主な業績

### 単著
- 新規事業のビジネス・プランニング、千倉書房、2013年
- CFOの戦略会計、中央経済社、2004年
- 国際財務へのパスポート、日本能率協会、1988年

### 共著
- （石井明との共著）財務諸表の分析入門、千倉書房、2010年
- （岡俊子、秋葉賢一、ほかとの共著）ＣＦＯハンドブック 、中央経済社、2006年
- （山口不二夫ほかとの共著）中小企業新会計制度、東京教育情報センター、2003年
- （田畑正英との共著）ザ・マネジメント―ゼミナール・企業経営入門、六法出版社、1987年

### 論文
- CiNii>落合 稔

## 関連人物
- 山口孝
- 山口不二夫[6]
- 石井宏宗[7]